# Inga ouraphylla
Inga ouraphylla là một loài thực vật có hoa trong họ Đậu. Loài này được Uribe miêu tả khoa học đầu tiên.